# Vila (Andorra)

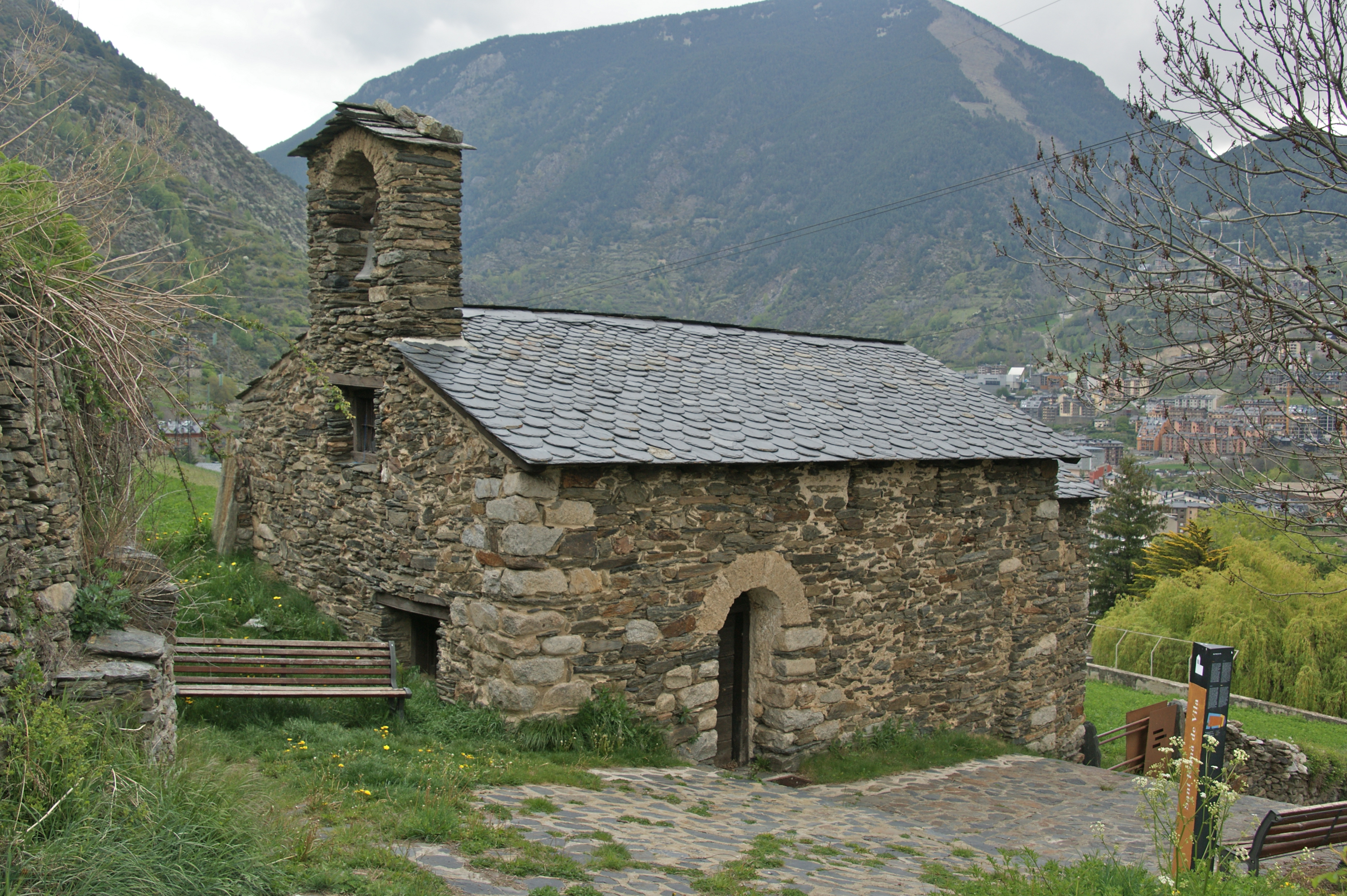
Die Kirche Sant Romà de Vila in dem Dorf

Vila ist ein Dorf in der Gemeinde Encamp in Andorra. Bei der Volkszählung 2024 hatte es 1250 Einwohner.

## Geographie
Das Dorf Vila liegt auf einer Höhe von 1328 Metern und überblickt das rechte Ufer des Valira dʼOrient. Wie die meisten andorranischen Dörfer ist Vila auf einer Sonnenseite gebaut. Es ist über die Straße CS-210 erreichbar, die eine Abzweigung der nahe gelegenen Hauptstraße CG-2 ist. Das Dorf ist somit nur 2 Kilometer von Encamp entfernt. In der Nähe befindet sich östlich Encamp und nördlicher gelegen Les Bons, und südwestlich befindet sich Escaldes-Engordany. Es liegt etwa 4 Kilometer entfernt von der Hauptstadt Andorras, Andorra la Vella.